# Nucifraga caryocatactes
La nocciolaia (Nucifraga caryocatactes (Linnaeus, 1758)) è un uccello Passeriforme della famiglia dei Corvidi.

## Etimologia
Il nome scientifico della specie, caryocatactes, deriva dal greco καρυοκατακτης (karyokataktēs/karuokataktēs, a sua volta derivato dall'unione delle parole καρυον, karyon/karuon, "nucleo" e καταγνυμι, katagnumi, "frantumare"), "schiaccianoci", in riferimento alle abitudini alimentari di questi uccelli.

## Descrizione

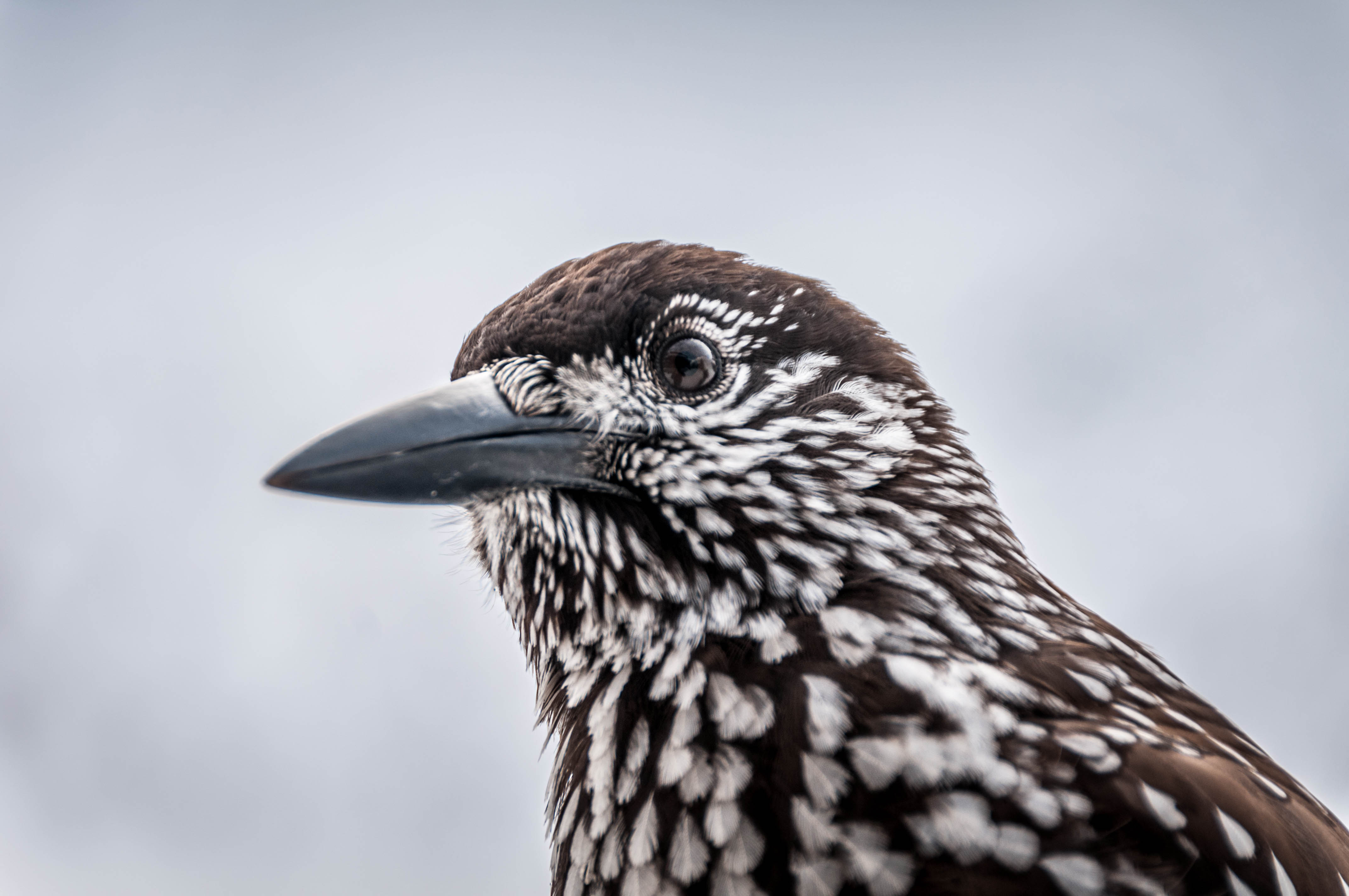
Primo piano della testa.

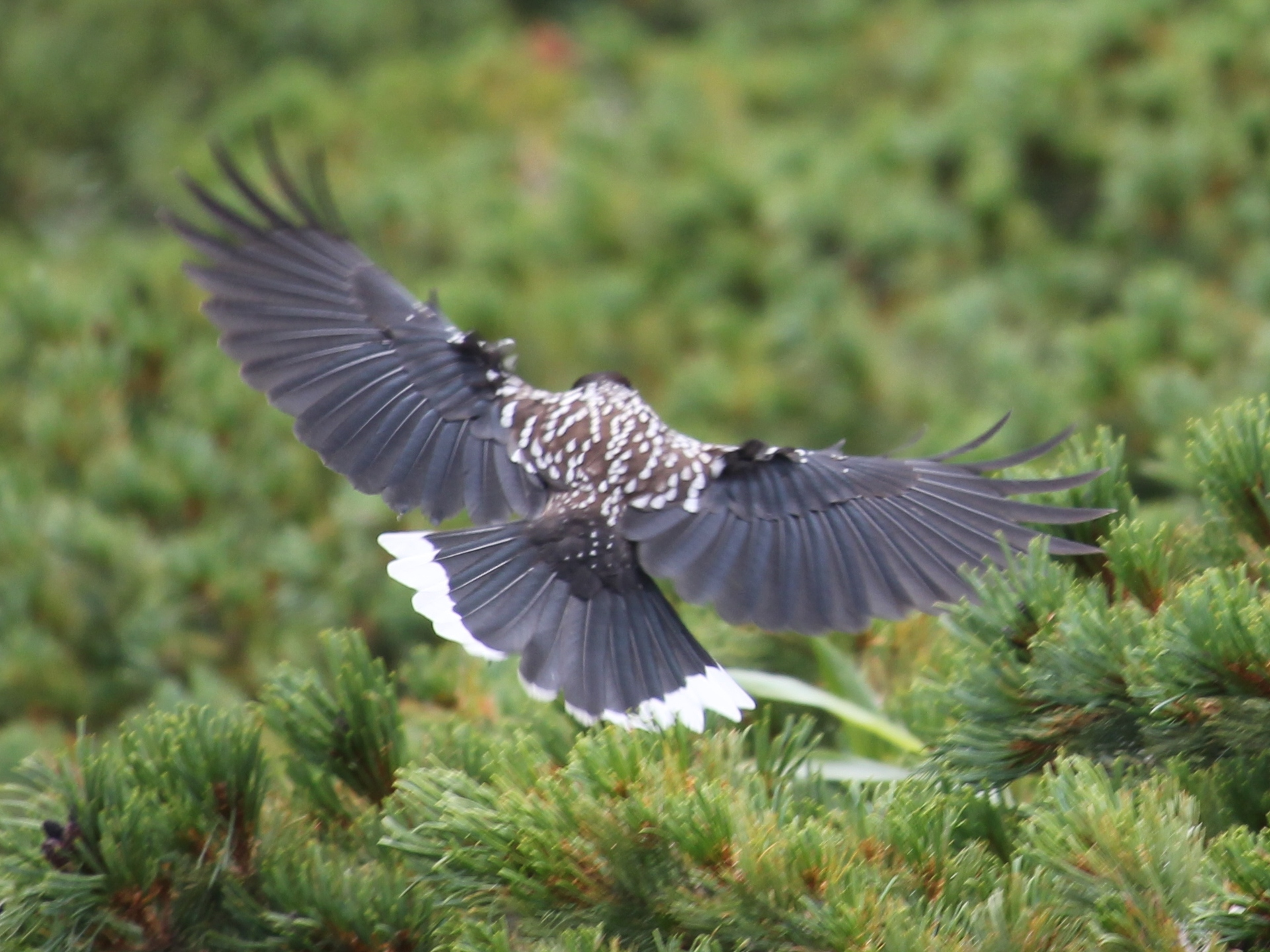
Esemplare in volo sul monte Ontake.

### Dimensioni
Misura 32-34 cm di lunghezza, per 124-220 g di peso ed un'apertura alare di 52-58 cm.

### Aspetto
Si tratta di uccelli dall'aspetto robusto, muniti di grossa testa arrotondata con becco conico forte e allungato, a forma di pugnale, collo robusto e muscoloso, lunghe ali arrotondate e dalle estremità digitate, zampe forti e corta coda squadrata.
Il piumaggio si presenta di un caldo color bruno-cioccolata su tutto il corpo: le penne di testa (ad eccezione di fronte, vertice e nuca, che sono di color caffè), petto, ventre, dorso e ali presentano tuttavia punta di colore bianco, a dare alla livrea un tipico aspetto chiazzato, particolarmente evidente su faccia e petto.

Le penne remiganti e le copritrici sono di colore nero, così come quelle della coda, con queste ultime che però presentano orlo distale di colore bianco: il codione è di color caffè con sparse penne dalla punta bianca, mentre il sottocoda è di colore bianco puro.

I due sessi sono simili, sia per quanto riguarda le dimensioni che nella colorazione del piumaggio.
Il becco e le zampe sono di colore nero, mentre gli occhi sono di colore bruno scuro.

## Biologia

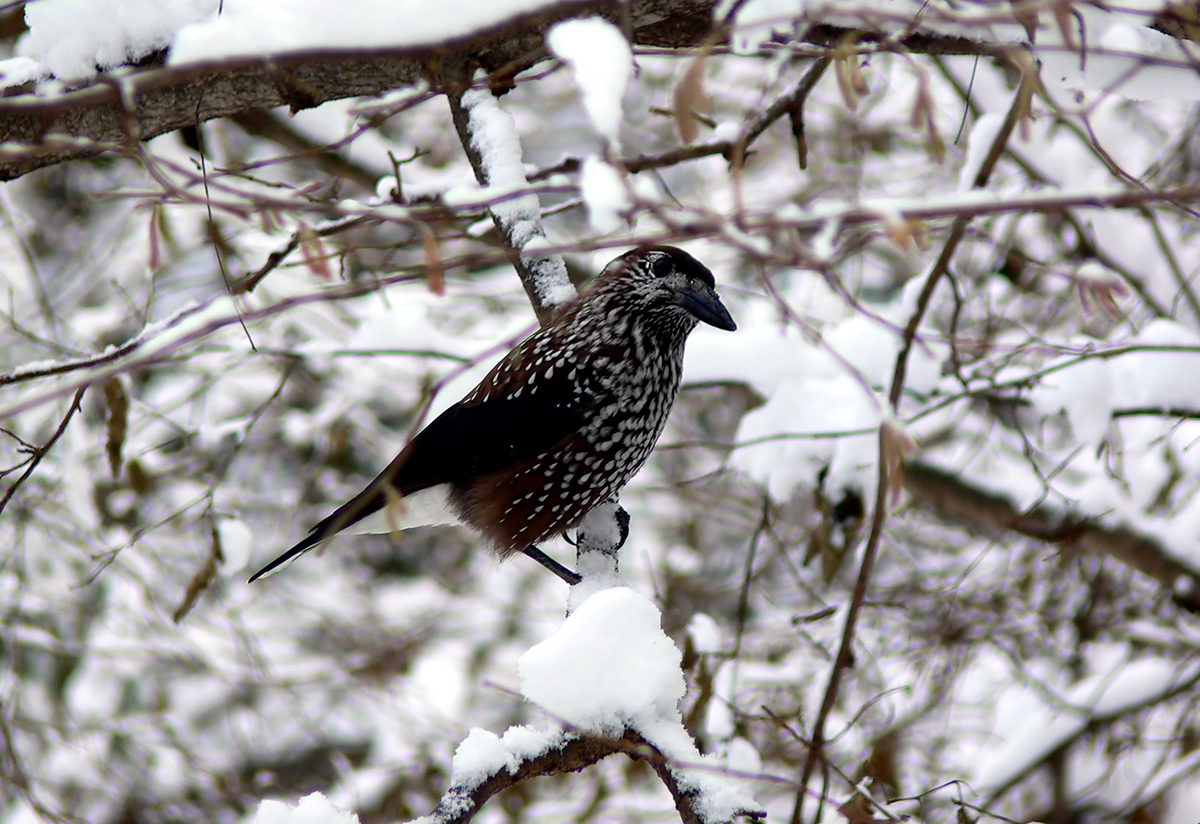
Esemplare nella neve a Zelenograd.

La nocciolaia è un uccello dalle abitudini di vita principalmente diurne, che vive da solo o in coppie, sebbene per lunghi periodi dell'anno sia possibile osservarne gruppetti a base familiare, composti da una coppia riproduttrice e dai giovani ancora immaturi nati durante l'ultima stagione riproduttiva: questi animali passano la maggior parte della giornata alla ricerca di cibo, muovendosi con grande agilità fra i rami degli alberi per reperire il nutrimento, ma scendendo senza problemi al suolo.
Si tratta di uccelli generalmente silenti all'infuori del periodo dell'accoppiamento, ma che tuttavia sono in grado di emettere una grande quantità di richiami, dall'inconfondibile krèhh- krèhh nasale tipico della specie a tutta una serie di pigolii sommessi o aspri gracchi d'allarme.

### Alimentazione

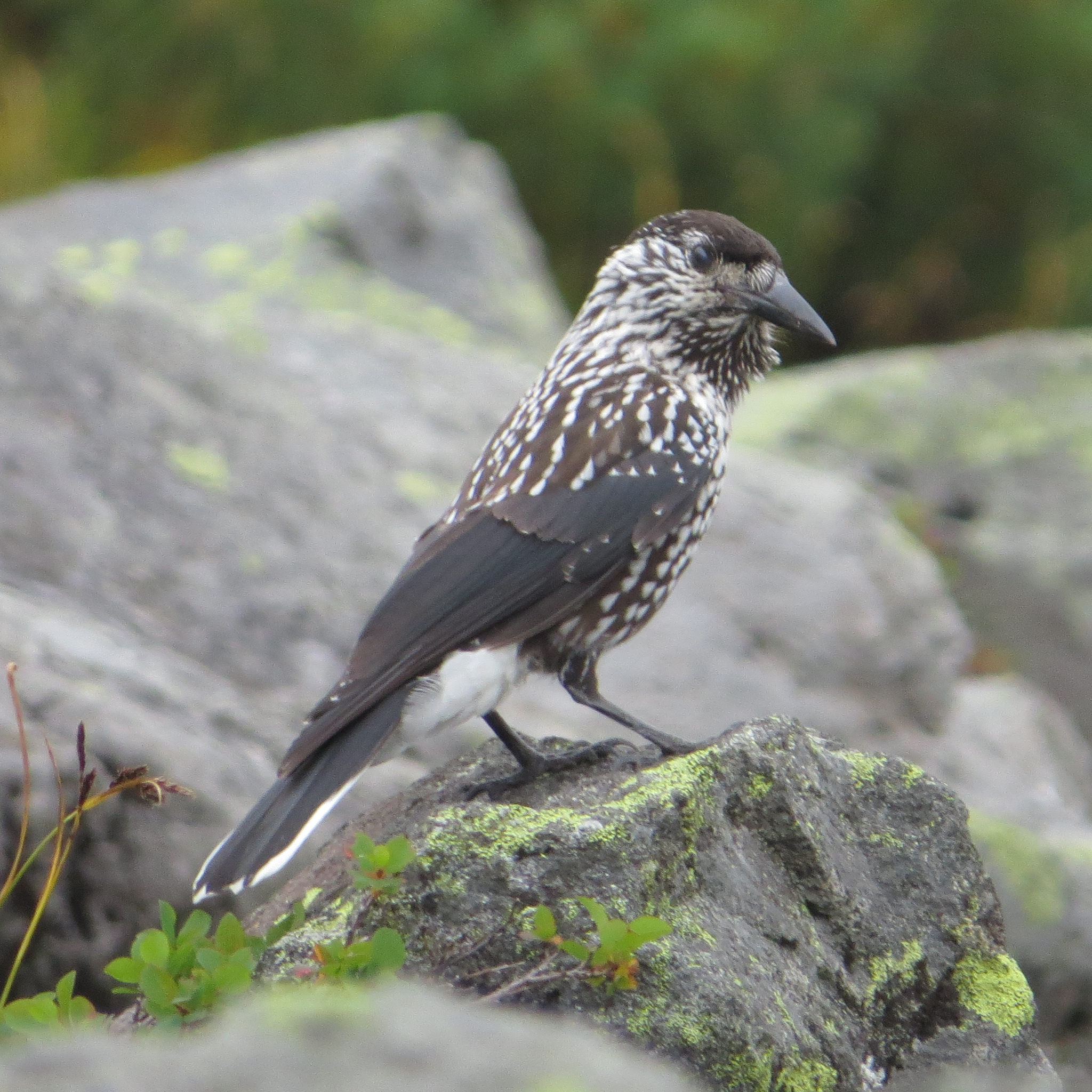
Esemplare con gozzo pieno in Giappone.

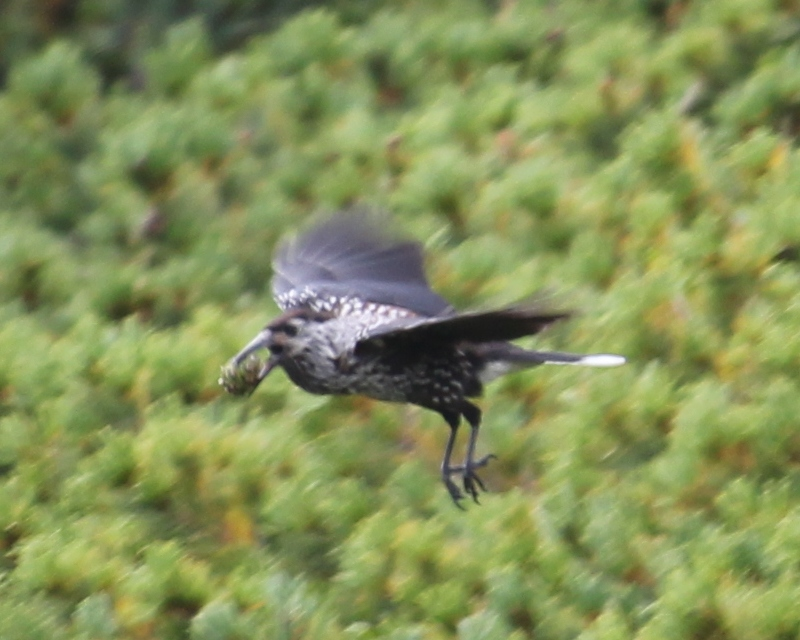
Esemplare in volo con pigna di Pinus pumila nel becco.

La dieta della nocciolaia è composta in massima parte da pinoli: questi uccelli visitano di preferenza le specie con pinoli più grossi e meno laboriosi da estrarre (pino cembro, pino della Macedonia, pino nano siberiano, pino siberiano, pino himalayano, pino bianco cinese, pino bianco del Giappone, pino coreano, pino di Bunge, pino chilgoza), ma in mancanza di essi si cibano anche di pinoli di abete bianco, peccio ed anche (come intuibile dal nome comune) nocciole. Le popolazioni che si nutrono più frequentemente di quest'ultimo alimento (in special modo quelle dell'Europa meridionale, dove la presenza di pini d'alta montagna è limitata) presentano becco più massiccio e munito di un particolare margine ispessito nei pressi della sua apertura.

Oltre al cibo di origine vegetale, in special modo durante la primavera e l'inizio dell'estate la nocciolaia si nutre di diversi invertebrati (lombrichi, cavallette, bombi, vespe, ragni, larve), nonché, sebbene raramente, anche di piccoli roditori e di uova e nidiacei reperiti depredando i nidi, o di carne piluccata da animali morti.
La nocciolaia è specializzata nel manipolare il proprio cibo con una o due zampe, in maniera tale da tenerlo in posizione favorevole per introdurre il becco nelle fessure od utilizzarlo a mo' di scalpello per spaccare gli involucri: la lingua è molto muscolosa e bifida, con le due punte cheratinizzate, per una maggiore facilità nella manipoliazione del cibo. Questi uccelli possiedono inoltre un'ampia tasca sublinguale, atta ad immagazzinare i semi dopo averli estratti, per poterli consumare in un secondo momento oppure portarli in nascondigli lontani da occhi indiscreti e conservarli per la stagione fredda.

Similmente a molti altri corvidi, la nocciolaia è solita nascondere il cibo in surplus raccolto durante l'estate in buche del terreno, dimostrando una memoria a lungo termine molto sviluppata nell'andare a reperirlo durante l'inverno, quando non di rado esso è nascosto sotto uno spesso strato di neve. Non riuscendo a ritrovare o a consumare tutti i semi che ha interrato, questo uccello contribuisce alla dispersione e alla ricrescita di nuovi alberi.

### Riproduzione
Si tratta di uccelli monogami, le cui coppie rimangono unite per la vita.

La stagione riproduttiva comincia piuttosto precocemente (già verso la metà di marzo nella porzione sud-occidentale dell'areale), grazie all'apporto nutritivo fornito dai semi immagazzinati durante l'autunno precedente.

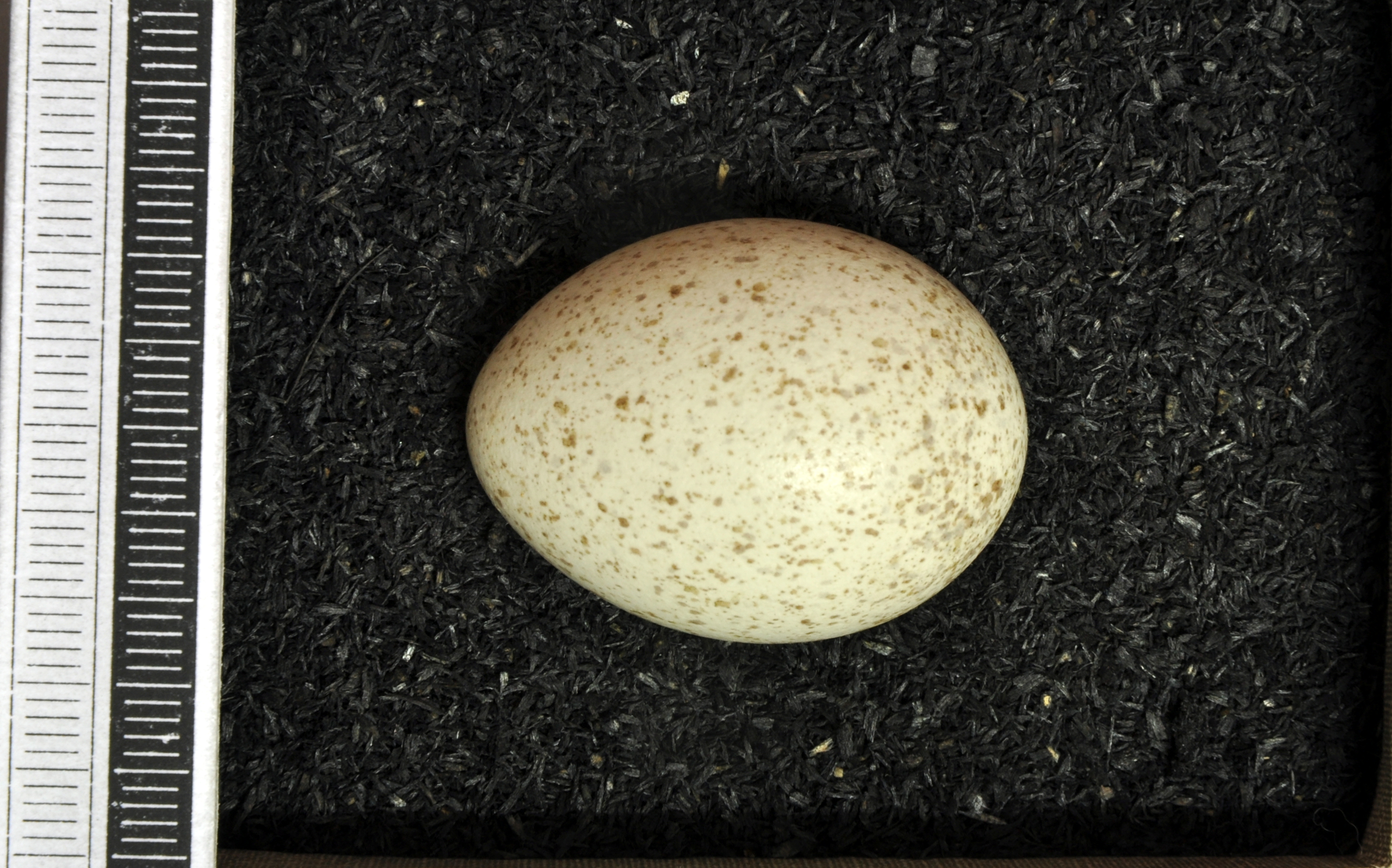
Uovo.

Il nido, a forma di coppa, viene costruito da ambedue i sessi tendenzialmente sempre nello stesso sito, orientato verso sud in alto su di una conifera: al suo interno, la femmina depone 2-4 uova, che vengono covate alternatamente da ambedue i genitori (caso raro fra i corvidi) per circa 18 giorni.

I pulli sono ciechi e quasi completamente implumi alla schiusa: essi vengono accuditi ed imbeccati da ambedue i genitori, , e divengono in grado d'involarsi attorno ai 23 giorni di vita. Anche dopo l'involo, i giovani rimangono coi genitori ancora per lungo tempo, seguendoli nei loro spostamenti e chiedendo loro (sebbene sempre più raramente man mano che crescono) l'imbeccata, affrancandosene in maniera definitiva e disperdendosi attorno ai tre mesi d'eta.

## Distribuzione e habitat

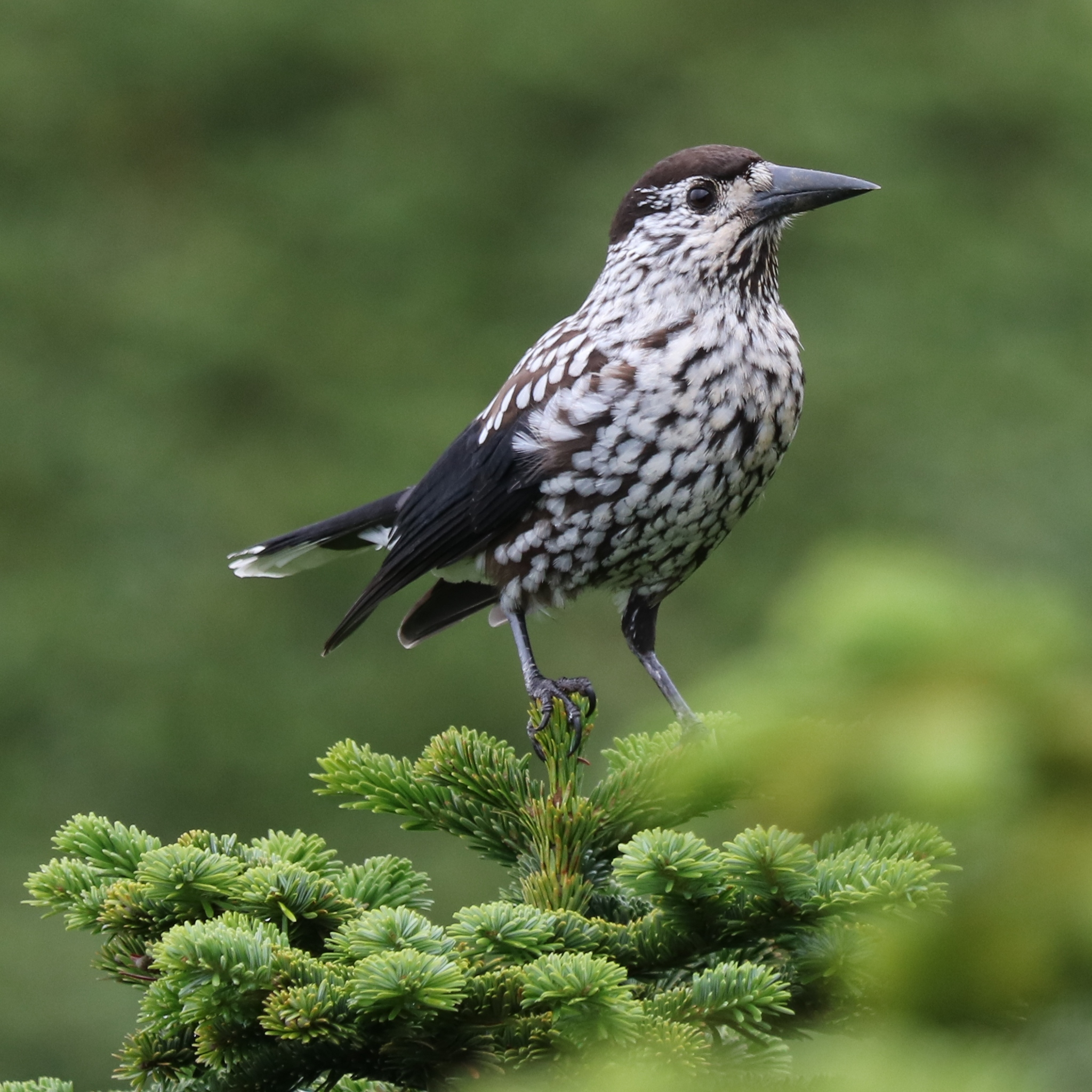
Esemplare nei monti Ryōhaku.

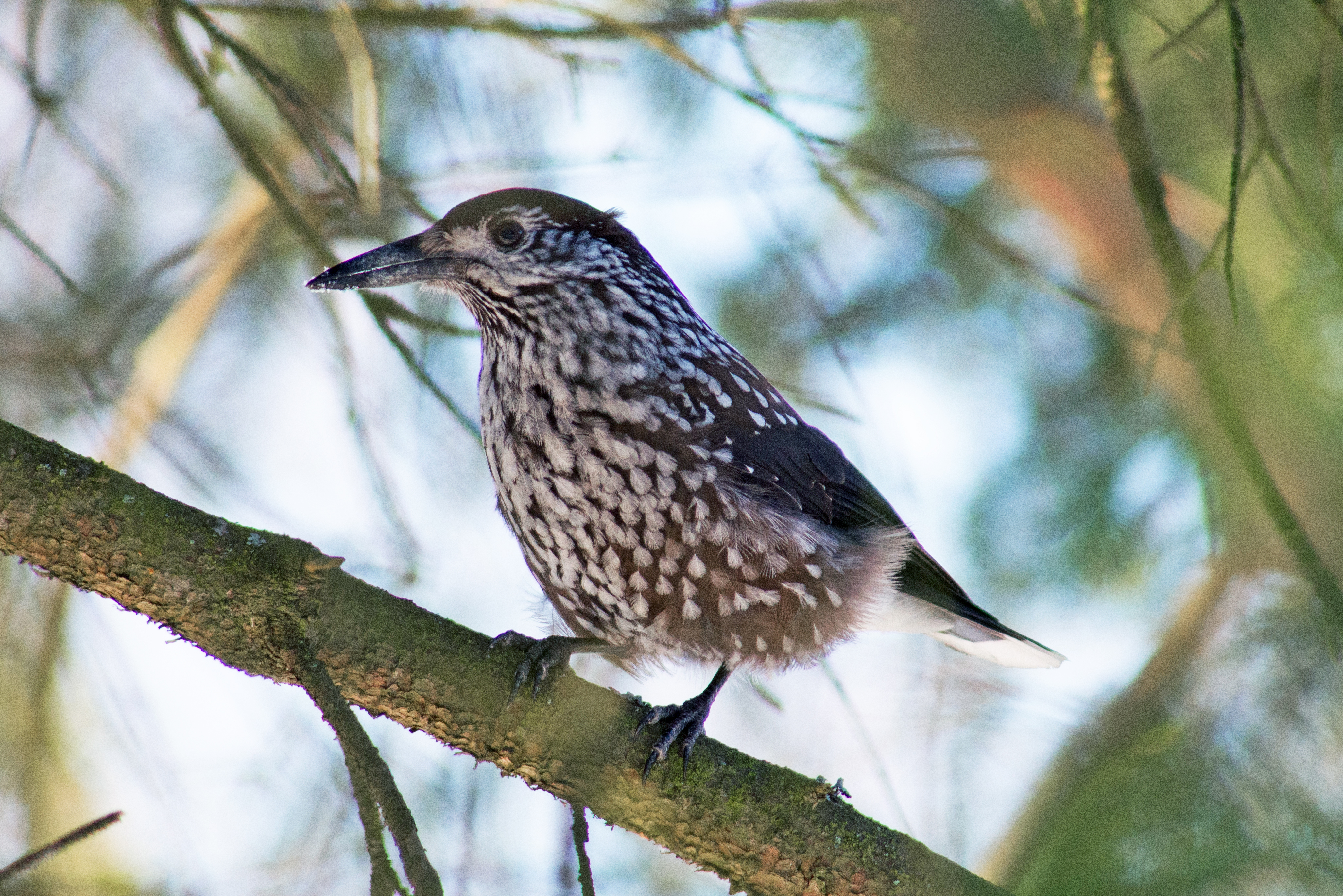
Esemplare a Kotka.

La nocciolaia occupa un vasto areale paleartico, che si estende dalla Fennoscandia meridionale e dalle aree montuose dell'Europa centrale e dall'arco alpino attraverso la taiga siberiana fino alla Kamchatka, al Giappone, alla Manciuria ed alla penisola di Corea: a sud, la specie si spinge attraverso la Cina centrale fino al sud dello Yunnan, e da qui fino alla zona di confine fra Cina, Tibet, Birmania e India attraverso le pendici meridionali dell'Himalaya fino al Kashmir. Popolazioni disgiunto (costituenti altrettante sottospecie) abitano il Tien Shan e Taiwan.

In Italia, la sottospecie nominale è presente sulle Alpi, spingendosi raramente più a sud fino all'Appennino centrale.
La nocciolaia è un uccello stanziale, tuttavia specialmente durante i mesi freddi questi uccelli tendono a scendere di quota per reperire il cibo conservato durante l'estate: in caso di periodi di magra, tuttavia, soprattutto nella porzione orientale del loro areale questi animali non esitano a coprire distanze anche considerevoli per reperire il cibo, con avvistamenti anche nelle isole britanniche.
L'habitat di questi uccelli è rappresentato dalle pinete montane e dai boschi montani con presenza di betulla, nocciolo, noce e quercia, ma sempre a prevalenza di conifere.

## Tassonomia
Se ne riconoscono 8 sottospecie:

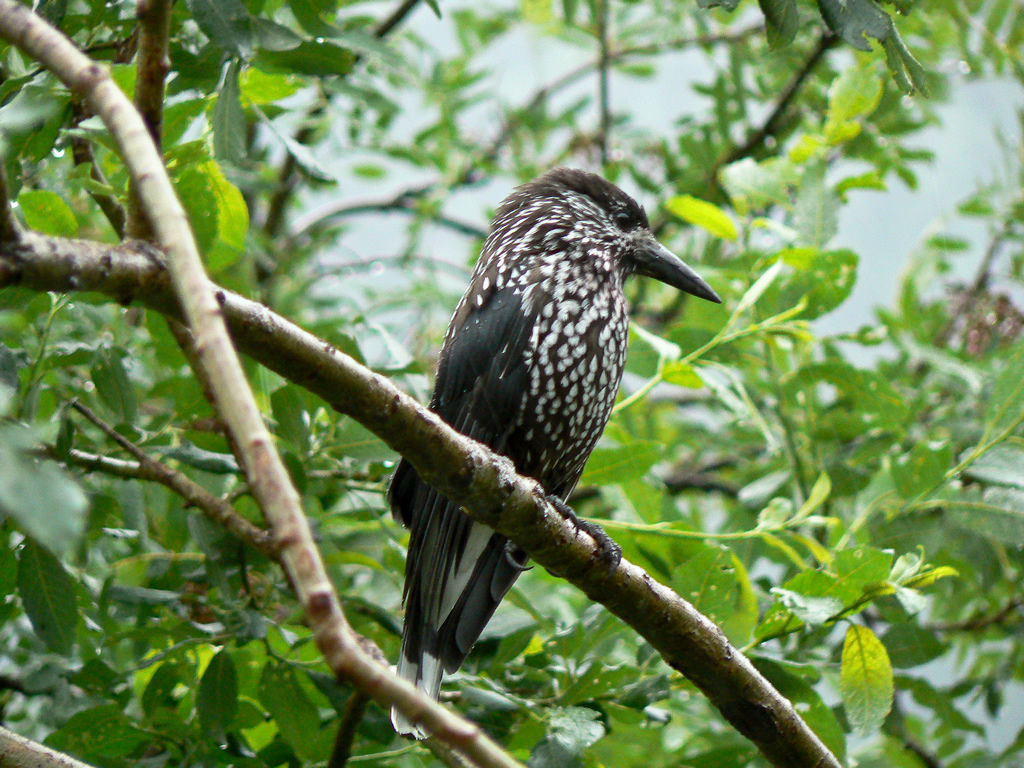
Esemplare della sottospecie nominale a Kunice.

- Nucifraga caryocatactes caryocatactes  (Linnaeus, 1758) - la sottospecie nominale, diffusa nell'areale europeo occupato dalla specie, ad est fino agli Urali;
- Nucifraga caryocatactes macrorhynchos Brehm CL, 1823 - diffusa dagli Urali alla Kamchatka e alla Corea;
- Nucifraga caryocatactes rothschildi Hartert, 1903 - diffusa nel Tian Shan;
- Nucifraga caryocatactes japonica Hartert, 1897 - diffusa in Giappone e sulle isole Curili;
- Nucifraga caryocatactes owstoni Ingram, 1910 - endemica di Taiwan;
- Nucifraga caryocatactes interdicta Kleinschmidt O & Weigold, 1922 - diffusa dal Liaoning sud-occidentale all'Henan e al nord dell'Hebei;
- Nucifraga caryocatactes hemispila Vigors, 1831 - diffusa dall'Himachal Pradesh al Darjeeling;
- Nucifraga caryocatactes macella Thayer & Bangs, 1909 - diffusa dal Nepal orientale ai monti Qin;

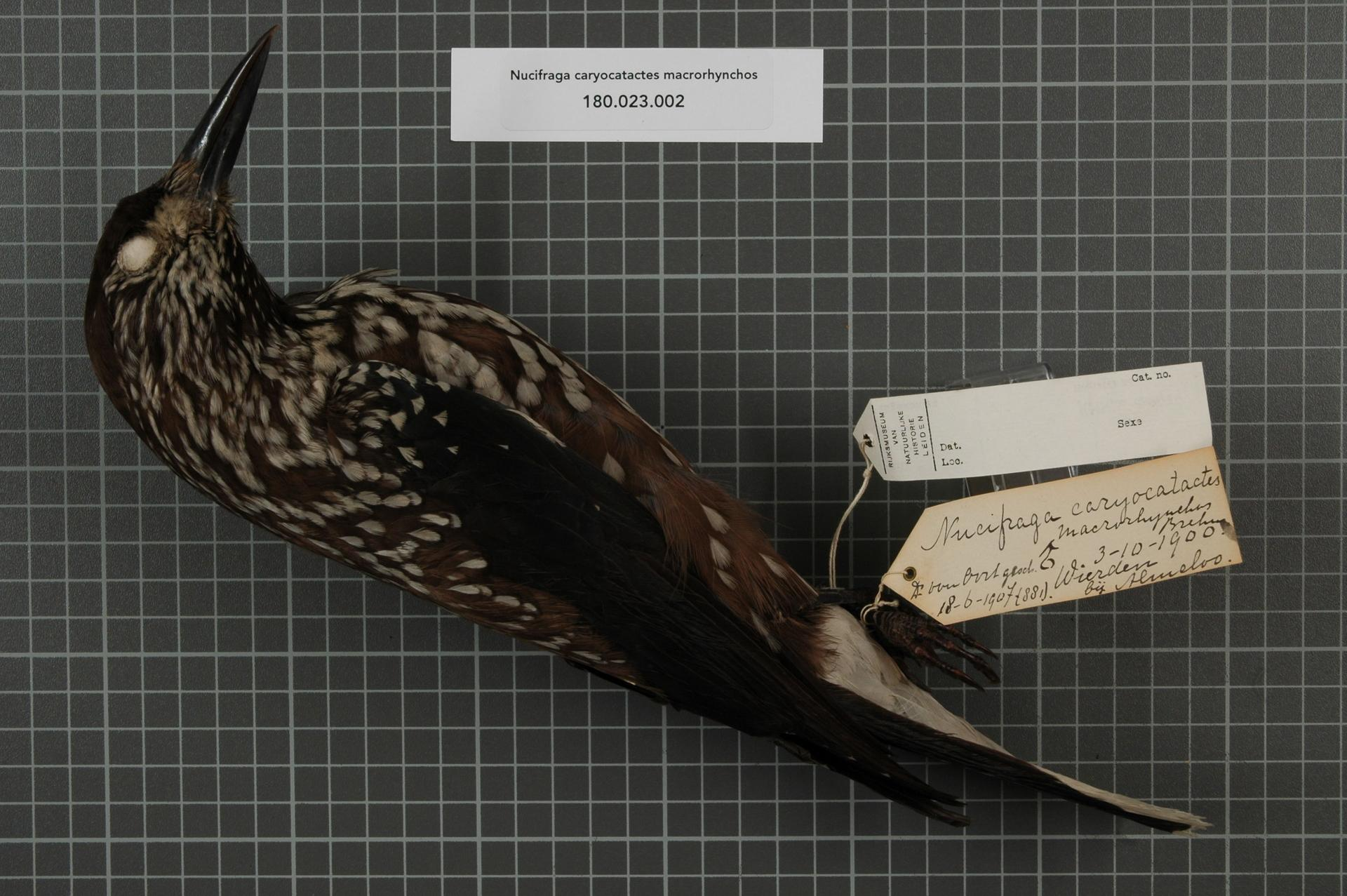
Esemplare impagliato della sottospecie macrorhynchos.
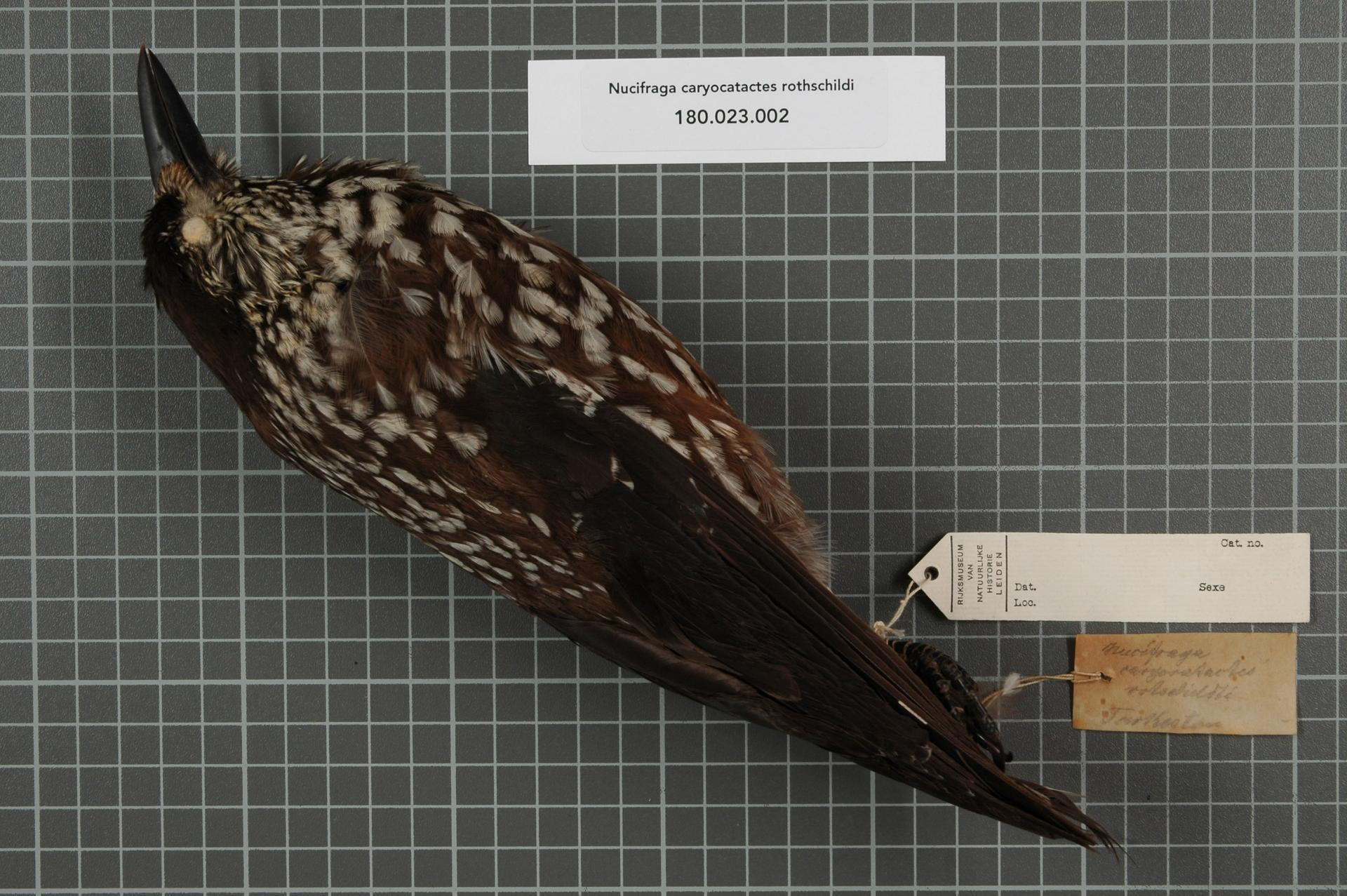
Esemplare impagliato della sottospecie rothschildi.
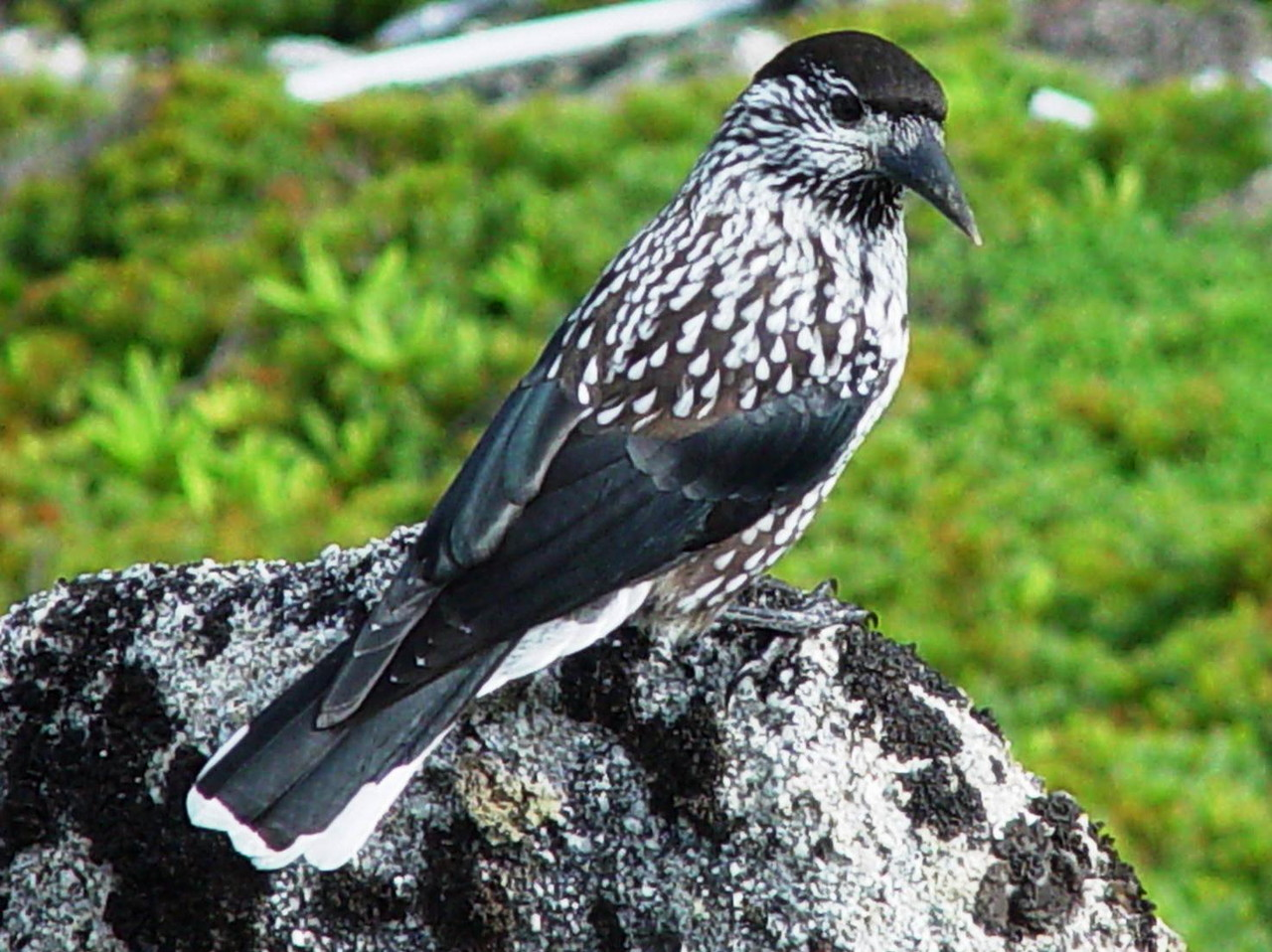
Esemplare della sottospecie japonica sui monti Hida.
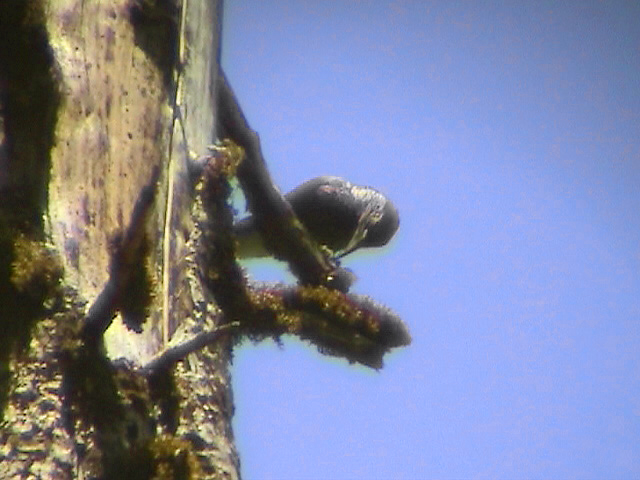
Esemplare della sottospecie hemispila nell'Uttarakhand.
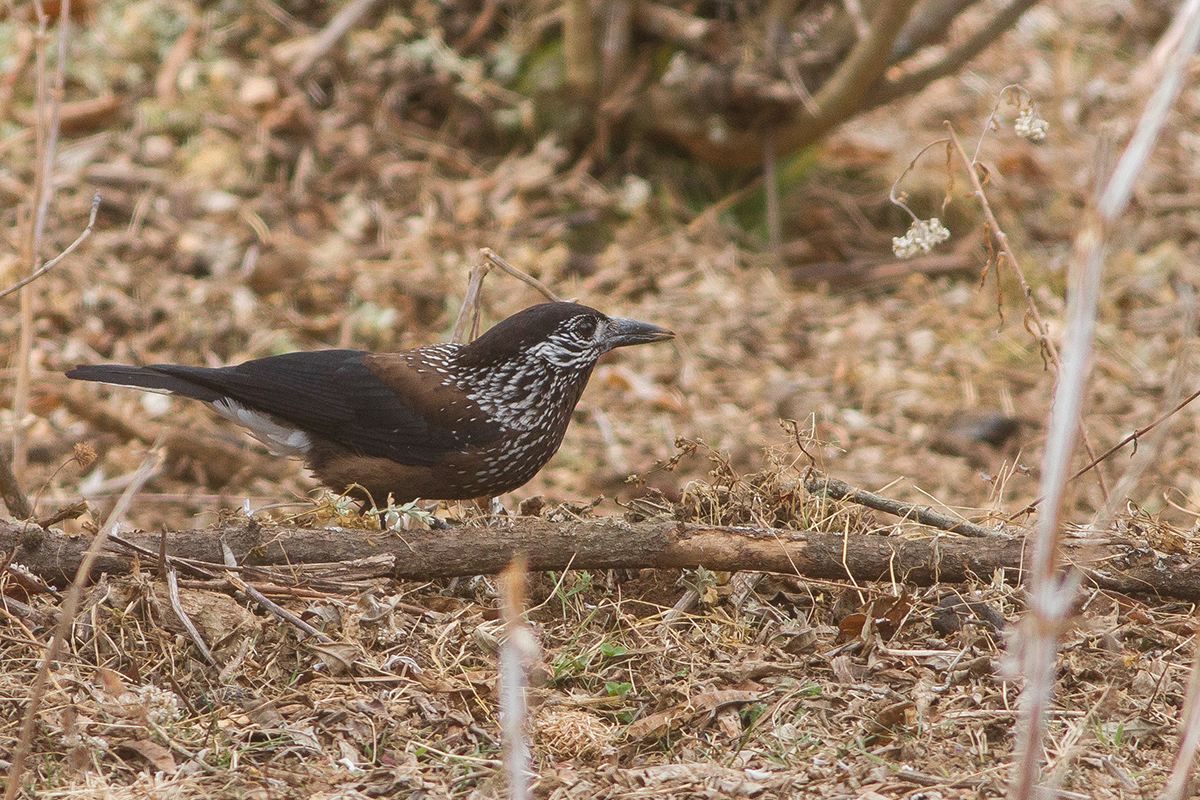
Esemplare della sottospecie macella in Bhutan.

Alcuni autori riconoscerebbero inoltre le sottospecie wolfi dei Balcani, relicta dell'Europa centrale (sinonimizzate con la nominale), kamchatkensis della Kamchatka, altaicus dell'Altaj, sassii dell'area del Lago Bajkal (sinonimizzata con macrorhynchos) e yunnanensis della Cina meridionale (sinonimizzata con macella).
In passato veniva considerata una sottospecie anche la nocciolaia del Kashmir (attualmente classificata come specie a sé stante), col nome di N. c. multipunctata: alcuni autori auspicherebbero l'elevazione al rango di specie anche delle sottospecie asiatiche hemispila, macella, interdicta e owstoni, col nome di Nucifraga hemispila, in base a differenze nella colorazione e nelle vocalizzazioni.